# Clone (informatica)
Per clone si intende in informatica un sistema software o hardware progettato e realizzato con l'intento di essere compatibile con un altro sistema per riprodurne le funzionalità.
I cloni sono realizzati per svariate ragioni, tra cui la competizione, la standardizzazione, e la disponibilità su diverse piattaforme.

## Caratteristiche
Le applicazioni software possono essere clonate semplicemente offrendo funzionalità simili (ad esempio, tutti i programmi di videoscrittura hanno le stesse funzioni di base) ma possono anche essere progettate per supportare specifici formati di file (ad esempio, LibreOffice è sviluppato per poter sostituire Microsoft Office). Nell'ambito dei sistemi operativi ad esempio, i sistemi operativi AROS e MorphOS sono sviluppati per essere compatibili con l'AmigaOS.

## Hardware
Quando IBM annunciò il suo PC IBM nel 1981, altre società quali, Compaq, decisero di offrire dei cloni di quei PC, realizzati sia usando i componenti in commercio e la loro documentazione sia tramite l'ingegneria inversa per quei componenti che erano proprietari: i PC IBM utilizzavano, infatti, tutti componenti hardware normalmente disponibili eccettuato il BIOS, che era proprietario. Il minor costo dei cloni IBM portò ad una larga diffusione di questi computer tanto che, negli anni novanta non solo IBM aveva perso il predominio nel mercato dei personal computer ma il termine "clone", usato negli anni ottanta per indicare appunto un computer compatibile con il PC di IBM ma assemblato da un altro costruttore, sparì dall'uso comune sostituito dalla semplice parola "PC".
Nonostante sia ormai caduto in disuso, il termine "clone" si utilizza ancor oggi per indicare quei PC destinati al mercato di fascia bassa che non riportano nessun nome commerciale (es.: Acer, IBM, HP, Dell): in questo genere di computer rientrano solitamente i computer assemblati da appassionati oppure direttamente dagli Uffici Tecnici delle aziende.
I "cloni" non devono essere confusi con i rifacimenti (in inglese remake) di vecchi computer (vedi Minimig): i cloni sono costruiti mentre l'originale è in vendita, per competere direttamente con esso; i rifacimenti sono, invece, riproduzioni di modelli vecchi o obsoleti non più in commercio.

## Software
Il software può essere clonato tramite ingegneria inversa, oppure tramite reimplementazione legale a partire dalla documentazione o da altre fonti, oppure ancora osservando l'aspetto e il comportamento di un'applicazione e replicandolo. La ragione per cui si clona un programma può includere la necessità di aggirare i diritti sulle licenze oppure l'interesse ad acquisire la conoscenza delle caratteristiche di un sistema. Negli Stati Uniti il caso Lotus contro Borland ha permesso ai programmatori di clonare le funzionalità pubblicamente visibili di un programma (come le voci e la struttura dei menu) senza infrangere il suo copyright.

### Videogiochi
Nel campo dei videogiochi il termine viene usato in senso più ampio, per intendere un gioco che riprende in linea generale il concetto originale di un altro titolo, introducendo varianti non sostanziali. Ciò avviene comunemente per i titoli di particolare successo. Spesso i cloni vengono pubblicati rapidamente per sfruttare l'onda di celebrità dell'originale, anche confondendosi deliberatamente con esso, ad esempio utilizzando nomi e confezioni simili, per dirottare gli acquirenti; oppure vengono prodotti anche molti anni dopo, rivolgendosi al pubblico che non ha conosciuto l'originale.
I concetti originali più frequentemente imitati finiscono per creare veri e propri sottogeneri, è il caso ad esempio dei cloni di Breakout, cloni di Gauntlet, cloni di Doom.